# James Rumbaugh
James E. Rumbaugh (Bethlehem, Pennsylvania, 22 d'agost de 1947) és un científic de la computació i un metodologista d'objectes estatunidenc. És conegut per la seva tasca en la creació de la Tècnica de Modelatge d'Objectes (OMT) i el Llenguatge de modelització unificat (UML). Doctorat en ciències de la computació pel MIT, Rumbaugh va dirigir el desenvolupament de l'OMT, en el Centre d'Investigació i Desenvolupament de la General Electric, on va treballar durant més de 25 anys.
Es va unir a Rational Software en 1994, i hi treballà allà amb Ivar Jacobson i Grady Booch ("els Tres Amics") per a desenvolupar l'UML. Més tard fusionaren les seves metodologies de desenvolupament de software, OMT, OOSE i Booch en el Procés Unificat Racional (RUP). En el 2003 es traslladà a IBM, després que aquesta empresa adquirís Rational Software. Es retirà el 2006.
Ha escrit diferents llibres sobre UML i RUP, conjuntament amb Ivar Jacobson i Grady Booch